# Greensboro (Pensilvania)
Greensboro es un borough ubicado en el condado de Greene en el estado estadounidense de Pensilvania. En el año 2000 tenía una población de 295 habitantes y una densidad poblacional de 1,042 personas por km².

## Geografía
Greensboro se encuentra ubicado en las coordenadas 39°47′34″N 79°54′44″O / 39.79278, -79.91222.

## Demografía
Según la Oficina del Censo en 2000 los ingresos medios por hogar en la localidad eran de $36,875 y los ingresos medios por familia eran $41,786. Los hombres tenían unos ingresos medios de $40,833 frente a los $19,375 para las mujeres. La renta per cápita para la localidad era de $18,176. Alrededor del 13.4% de la población estaba por debajo del umbral de pobreza.